# Myctophum lychnobium
Myctophum lychnobium és una espècie de peix de la família dels mictòfids i de l'ordre dels mictofiformes.

## Morfologia
- Els mascles poden assolir 3,8 cm de longitud total.[4][5]

## Hàbitat
És un peix marí i d'aigües profundes que viu entre 0-1.000 m de fondària.

## Distribució geogràfica
Es troba des del Canal de Moçambic fins al Pacífic oriental i el Mar de la Xina Meridional.